# Anne Kalvig
Anne Kathrine Kalvig, född 26 september 1972 i Stavanger, är en norsk religionsvetare och feminist. Hon var professor i religionsvetenskap vid universitetet i Stavanger tills hon sade upp sig 2023.
Anne Kalvig gick i Kongsgård skole i Stavanger. Hon doktorerade i religionsvetenskap 2011 med avhandlingen "Åndeleg helse. Ein kulturanalytisk studie av menneske- og livssyn hos alternative terapeutar" vid Universitetet i Bergen.
År 2016 publicerades hennes bok Spiritisme: Samtaler mellom levende og døde. Hennes forskningsfält är alternativ spiritualitet och nyreligiositet, religion och populärkultur, folkereligiositet, döden som minne och gräns.

### Webbkällor
- ”Anne Kathrine Kalvig”. Cappelen Damm. https://cappelendamm.no/forfattere/Anne%20Kathrine%20Kalvig-scid:37489. Läst 28 augusti 2023.